# Донні Ньєтес
Донні Ньєтес (англ. Donnie Nietes; 12 травня 1982, Західні Вісаї) — філіппінський професійний боксер, чемпіон світу в чотирьох вагових категоріях: за версією WBO (2007—2010) у мінімальній вазі та (2011—2016) у першій найлегшій вазі, за версією IBF (2017—2018) у найлегшій вазі і за версією WBO (2018—2019) у другій найлегшій вазі.

## Професіональна кар'єра
Дебютував на профірингу у віці 20 років. 24 листопада 2006 року виграв вакантний титул WBO Asia Pacific у мінімальній вазі. 30 вересня 2007 року в бою проти Порнсаван Порпрамук (Таїланд) завоював вакантний титул чемпіона світу за версією WBO у мінімальній вазі.
8 жовтня 2011 року в бою проти Рамона Гарсія Хіралеса (Мексика) завоював титул чемпіона світу за версією WBO у першій найлегшій вазі. У четвертому захисті титула 10 травня 2014 року в бою проти Мойсеса Фуентеса (Мексика) виграв вакантний титул The Ring. Загалом провів 9 успішних захистів звання чемпіона у першій найлегшій вазі.
24 вересня 2016 року в бою проти Едгара Соси (Мексика) виграв вакантний титул WBO Inter-Continental у найлегшій вазі. 29 квітня 2017 року в бою проти Комгрич Нантапеч (Таїланд) виграв вакантний титул чемпіона світу IBF у найлегшій вазі.
Провівши один захист титулу чемпіона у найлегшій вазі, 8 вересня 2018 року Донні Ньєтес вийшов на бій проти Астона Палікте (Філіппіни) за вакантний титул WBO у другій найлегшій вазі. Поєдинок не виявив переможця, і 31 грудня 2018 року Ньєтес вийшов на бій за вакантний титул WBO у другій найлегшій вазі проти Йока Казуто (Японія). Здобувши перемогу розділеним рішенням, Донні Ньєтес став чемпіоном світу у четвертій ваговій категорії.
Після дворічної перерви в боях 2021 року Донні Ньєтес провів два переможних боя, а 13 липня 2022 року вийшов на бій знов проти Йока Казуто (Японія), який володів титулом чемпіоном світу WBO у другій найлегшій вазі, і програв йому одностайним рішенням суддів.